# Micrandra minor
Micrandra minor är en törelväxtart som beskrevs av George Bentham. Micrandra minor ingår i släktet Micrandra och familjen törelväxter. Inga underarter finns listade i Catalogue of Life.